# Milan Martinović
 (décembre 2023).
Si vous disposez d'ouvrages ou d'articles de référence ou si vous connaissez des sites web de qualité traitant du thème abordé ici, merci de compléter l'article en donnant les références utiles à sa vérifiabilité et en les liant à la section « Notes et références ».
Pour les articles homonymes, voir Martinović.
Milan Martinović est un joueur de football serbe né le 6 août 1979 à Belgrade en Serbie. Il évolue au poste de défenseur central au Shenyang Dongjin, en Chine.
Il a disputé 26 matchs en 1re division espagnole avec le club du Real Oviedo.

## Clubs
- 1998-2003 :  Real Oviedo
- 2003-2004 :  AC Ajaccio
- 2004-2006 :  Rad Belgrade
- 2006- janvier 2008 :  Maccabi Tel-Aviv
- janvier 2008- janvier 2010 :  Bnei Yehuda
- janvier 2010 - janvier 2011 :  Diyarbakirspor
- 2011-2012 :  Shenyang Dongjin
- 2013-... :  Hohhot Dongjin

Prêts :
- → 1999-2000 :  Rad Belgrade
- → 2001-2002 :  Étoile rouge de Belgrade